# هوغو فيليز
هوغو فيليز (26 مايو 1986 ببورتوفيخو في الإكوادور - ) هو لاعب كرة قدم إكوادوري في مركز الوسط. لعب مع ليغا دي كيتو ونادي ديبورتيفو إل ناسيونال ونادي بورتوفيخو ونادي الجامعة الكاثوليكية (الإكوادور).

## وصلات خارجية
- هوغو فيليز على موقع قاعدة بيانات كرة القدم.إي يو (الإنجليزية)